# Сирийцы в США

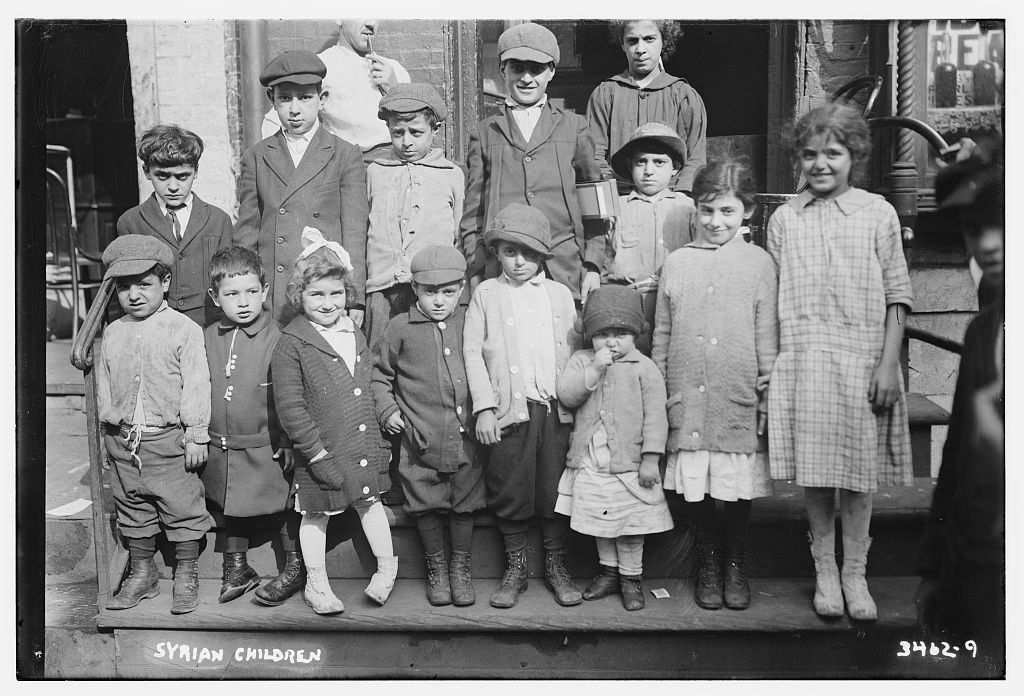
Сирийские дети в Маленькой Сирии, между 1910 и 1915 годами.

Сирийцы в США (англ. Syrian Americans; араб. أمريكيون سوريون‎) — американцы сирийского происхождения. На 2024 год в Соединённых Штатах проживало порядка 195 тысяч лиц сирийского происхождения. Сирийские мигранты (105 340 человек на 2020 год) составляют около 0,2% от общего числа мигрантов страны. Больше всего представлены в штатах Калифорния (35 219 человек) и Нью-Йорк (19 453 человек), в процентном отношении — в штате Род-Айленд (0,2% населения штата).
Первая значительная волна сирийских иммигрантов, прибывших в Соединённые Штаты, началась в 1880-х годах. Многие из первых сирийских американцев обосновались в Нью-Йорке, Бостоне и Детройте. Иммиграция из Сирии уменьшилась после того, как Конгресс США принял Закон об иммиграции 1924 года, который вводил квоты на число мигрантов. Спустя более сорока лет Закон об иммиграции 1965 года отменил квоты, что способствовало росту иммиграции. По оценкам, в период с 1961 по 2000 год в Соединённые Штаты иммигрировало 64 600 сирийцев, а в период с 2011 по 2024 год — 50 004.
Подавляющее большинство сирийских иммигрантов, прибывших в США с 1880 по 1960 год, были христианами, меньшинство — евреями, в то время как сирийцы-мусульмане прибыли в Соединённые Штаты в основном лишь после 1965 года. Согласно данным Обзора американского общества в 2016 году 187 331 американец заявили о своём сирийском происхождении, что составило около 12% арабского населения страны. В США также проживает значительное число представителей меньшинств из Сирии, таких как евреи, курды, армяне, ассирийцы и черкесы.

## История
Самым ранним известным сирийцем и арабом, погибшим на территории Соединённых Штатов, был рядовой Натан Бадин, иммигрант из Османской Сирии, погибший в бою с британскими войсками во время войны за независимость 23 мая 1776 года, за полтора месяца до провозглашения независимости Америки. Первая крупная волна сирийских иммигрантов прошла в период между 1889 и 1914 годами. Небольшое число из них также были палестинцами. Согласно историку Филипу Хитти, в период с 1899 по 1919 год в Соединённые Штаты прибыло около 90 000 сирийцев. В период с 1900 по 1916 год из мухафаз Дамаск и Халеб поступало около тысячи официальных заявок в год. Ранние иммигранты селились в основном на Восточном побережье, в Нью-Йорке, Бостоне, Детройте, Кливленде и Патерсоне, штат Нью-Джерси. До 1899 года все мигранты из Османской империи при въезде в США регистрировались как турки. Когда стала доступна регистрация в качестве сирийцев, этим воспользовались 3708 мигрантов. В 1920-х годах большинство иммигрантов из Ливана, которые до этого регистрировались как сирийцы, стали называть себя ливанцами.

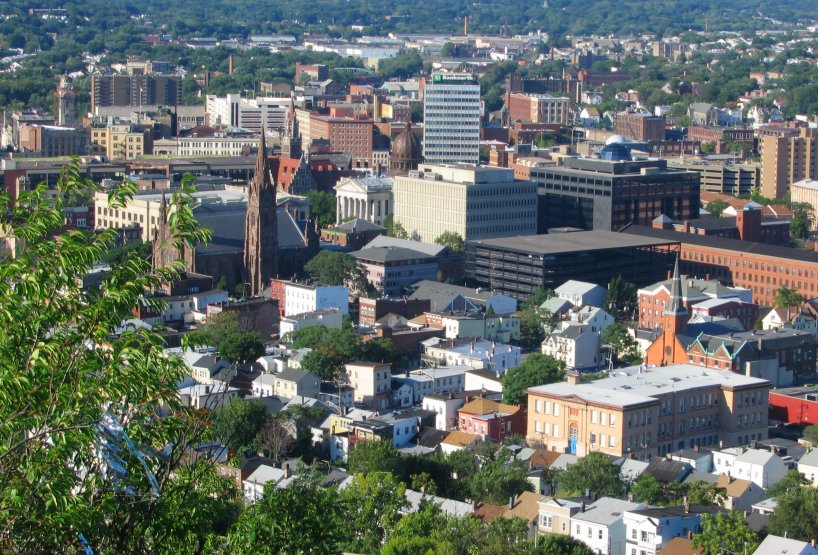
Патерсон, штат Нью-Джерси, второй город США (после Нью-Йорка) по количеству сирийских американцев.

Сирийцы, как и большинство иммигрантов в США, были ведомы американской мечтой. Многие сирийские христиане иммигрировали в поисках свободы вероисповедания, а также спасаясь от массовых убийств и кровавых конфликтов, например, от резни 1860 года, массовых убийств 1840 и 1845 годов и геноцида ассирийцев. Тысячи иммигрантов вернулись в Сирию после того, как заработали деньги в Америке; их успех обуславливал новые волны миграции. Многие мигранты также способствовали переселению своих родственников.
Хотя число сирийских мигрантов было незначительным, правительство Османской империи установило ограничения на эмиграцию. В 1924 году Конгресс США принял Закон об иммиграции, который установил квоты на мигрантов и значительно сократил иммиграцию сирийцев. Однако квоты были отменены Законом об иммиграции 1965 года, который вновь открыл двери для уроженцев Сирии. В середине 1960-х годов в Соединённые Штаты иммигрировало 4600 сирийцев. Из-за арабо-израильских и религиозных конфликтов в Сирии в этот период многие религиозные и этнические меньшинства переехали в Америку в поисках убежища, где они могли бы жить свободно. По оценкам, в период с 1961 по 2000 год в Соединённые Штаты иммигрировало 64 600 сирийцев, из которых 10% были приняты в соответствии с законом о беженцах. В период с 2011 по 2015 год США приняли 1500 сирийских беженцев, спасающихся от гражданской войны. В 2016 году страна приняла еще 10 000 беженцев. Однако в 2017 году администрация Трампа запретила сирийскую миграцию, как и миграцию любых беженцев.